# Menschen im Feuer
Menschen im Feuer ist ein Ende 1929 entstandenes, spätes deutsches Stummfilmdrama aus der Welt der Feuerwehrleute von und mit Harry Piel.

## Handlung
Der in seinem Beruf als Feuerwehrmann aufgehende Harry Peltzer und sein Vorgesetzter Brandmeister Paul Körner sind eigentlich die dicksten Freunde. Dies ändert sich an dem Tag, an dem beide die junge, blonde Automatenbuffet-Kassiererin Nelly kennenlernen, auf die beide Männer sofort ein Auge werfen. Da Harry bei Nelly sehr viel bessere Karten hat, wandelt sich Pauls Freundschaft zu ihm alsbald in erbitterte Gegnerschaft, wenn nicht gar Feindschaft um. Paul beginnt nun seinen Untergebenen Harry nach Strich und Faden zu schikanieren, und eines Tages prügeln sich die Zwei derart heftig, dass sie beide mehr oder weniger bewusstlos am Boden liegen bleiben. Nur mit Müh’ und Not können sich Harry und Paul wieder aufrappeln, als die Alarmsirene ertönt: Feueralarm! 
Der gemeinsame Einsatz in einer brennenden Fabrik, bei der sogar Einsturzgefahr besteht, schweißt die beiden Feuerwehrleute wieder zusammen, denn im Moment höchster Lebensgefahr muss sich einfach der Eine auf den Anderen verlassen können. Aus der an Feindschaft grenzenden Rivalität kommt wieder die alte Kameradschaft und Freundschaft hervor, zumal Nelly es während beider Abwesenheit ganz offensichtlich mit der Treue nicht so genau genommen hat. Und so ist der Krach um Nelly, der die Freundschaft zwischen Harry und Paul ernsthaft auf die Probe gestellt hatte, bereits am nächsten Tag wieder vergessen, als die beiden Feuerwehrleute und Lebensretter ein Zwillingsschwesternpaar kennen lernen …

## Produktionsnotizen
Menschen im Feuer entstand in der zweiten Jahreshälfte 1929 in den Filmstudios von Staaken bei Berlin, passierte die Filmzensur am 29. Januar 1930 und wurde zwei Tage später in Berlins Titania-Palast uraufgeführt. Der mit Jugendverbot belegte Zehnakter besaß eine Länge von 2434 Meter. 
Dietrich-Ehemann Rudolf Sieber war Piels Regieassistent, Robert Neppach gestaltete die Filmbauten. Piels langjähriger Kameramann Gotthardt Wolf besorgte die Standfotos.

## Kritiken
Das Tagblatt fand, ein Harry-Piel-Film, das „bedeutet atemlose Spannung, abenteuerliche Szenen und gemütlichen Humor. (…) Der Film ist ganz prächtig und wird reichen Beifall finden.“.
Das Kino-Journal urteilt: „Was den Film weit über das Stoffliche hinaus wachsen läßt, ist das Berufliche der Feuerwehr. Man sieht bei den beiden vorzüglich gegebenen Feuersbrünsten jeden Handgriff, alles Manövrieren, und gewinnt einen wunderbaren Einblick in diese wichtigste aller sozialen Einrichtungen. Daß Harry Piel interessiert und exzelliert, muß wohl nicht erst eigens erwähnt werden“.
Das Kleine Blatt sah Piels allzu oberflächliche Behandlung dieses wichtigen Themas kritisch. Hier heißt es: „Feuer und Feuerwehraktion sind also … bloß Beiwerk und Vorwand zu einem der üblichen Harry-Piel-Spielfilme. (…) Aber auch der Laie spürt, daß es eigentlich eine Herabsetzung der schweren und lebensgefährlichen Feuerwehrarbeit ist, wenn inmitten von Flammen, Rauch, stürzenden Trümmern und Gefahren aller Art übermütige Witze angebracht werden. (…) Das wirkt zwar sehr gut im Kino, im Leben aber wacht kein voraussichtiger Regisseur darüber, daß die Heldentaten … gut ausgehen.“
Die Salzburger Nachrichten fanden, dass mit Menschen im Feuer „ein spannender und starker Film entstand.“
Das Neue Wiener Journal kam zu folgendem Schluss: „Es steckt ein tüchtiges Stück großzügiger Erkenntnis in diesem packenden und stellenweise sogar humorvollen Film, den Harry Piel geschmackvoll inszeniert hat und in dem er auch mit bewährtem Geschick die Hauptrolle spielt.“